# اس.ال. حکیمی
سیف‌الله لوئیس حکیمی (زاده ۱۹۳۲ در مشهد - درگذشته ۲۳ ژوئن ۲۰۰۵) ریاضیدان آمریکایی ایرانی‌تبار بود. استاد ممتاز بازنشسته در دانشگاه نورث وسترن، جایی که او ریاست بخش مهندسی برق از سال ۱۹۷۳ تا سال ۱۹۷۸ را برعهده داشت. او نیز رئیس بخش مهندسی برق در دانشگاه کالیفرنیا، دیویس، از سال ۱۹۸۶ تا ۱۹۹۶ بود.
او برای توصیف دنباله های درجه ای گراف های بی جهت، به فرمول درآوردن مسئله درخت اشتاینر در شبکه ها، و برای کارش روی مکان‌یابی تسهیلات در شبکه ها شناخته شده است.